# Барбоза, Жезуита
Жезуита Барбоза Нету (порт.-браз. Jesuíta Barbosa Neto, род. 26 июля 1991, Салгейру, Пернамбуку) — бразильский актёр.

## Биография
Жезуита Барбоза родился в Салгейру, а своё детство провёл в Пернамбуку. В возрасте десяти лет с семьёй переехал в Форталезу, где начал играть в школьных театральных постановках. На киноэкранах Барбоза дебютировал в 2012 году с роли в короткометражке «Дни на Кубе». Впервые на телеэкранах он появился в 2014 году в мини-сериале «Украденная любовь». В дальнейшем наибольшую известность ему принесло участие в таких картинах как фильм «Пляж Будущего» (2014) Карима Айнуз, «Свалка» (2014) Стивена Долдри и «Шоу Мистико» (2018) Карлуса Диегиса.
В 2017 году Барбоза сообщил, что является бисексуалом. С 2014 по 2021 год он встречался с актёром Фабио Ауди. С 2022 года он встречается с Сисеро Рибейро.